# Équipe de France de football au Championnat d'Europe 1960
Cet article relate le parcours de l'équipe de France de football au Championnat d'Europe 1960, organisé en France du 6 juillet au 12 juillet 1960.

## Phase éliminatoire

### Huitième-de-finale
| 1er octobre 1958 Match Aller | France                                                             | 7 - 1 | Grèce       | Parc des Princes, Paris                           |                                                   |
| 20:30                        | Kopa 23e · Fontaine 25e 85e · Cisowski 29e, 68e · Vincent 61e, 87e |       | Ifandis 48e | Spectateurs : 37 590 Arbitrage : Gottfried Dienst | Spectateurs : 37 590 Arbitrage : Gottfried Dienst |
| 20:30                        | (Rapport)                                                          |       |             | Spectateurs : 37 590 Arbitrage : Gottfried Dienst | Spectateurs : 37 590 Arbitrage : Gottfried Dienst |

| 3 décembre 1959 Match Retour | Grèce            | 1 - 1 | France    | Stade Apostolos Nikolaidis, Athènes                 |                                                     |
| 15:00                        | Marche 85e (csc) |       | Bruey 71e | Spectateurs : 18 833 Arbitrage : Vincenzo Orlandini | Spectateurs : 18 833 Arbitrage : Vincenzo Orlandini |
| 15:00                        | (Rapport)        |       |           | Spectateurs : 18 833 Arbitrage : Vincenzo Orlandini | Spectateurs : 18 833 Arbitrage : Vincenzo Orlandini |

### Quart-de-finale
| 13 décembre 1959 Match Aller | France                                   | 5 - 2 | Autriche                | Stade olympique, Colombes                             |                                                       |
|                              | Fontaine 6e, 18e, 70e · Vincent 38e, 82e |       | Horak 40e · Pichler 65e | Spectateurs : 43 775 Arbitrage : Manuel Asensi Martin | Spectateurs : 43 775 Arbitrage : Manuel Asensi Martin |
|                              | (Rapport)                                |       |                         | Spectateurs : 43 775 Arbitrage : Manuel Asensi Martin | Spectateurs : 43 775 Arbitrage : Manuel Asensi Martin |

| 27 mars 1960 Match Retour | Autriche               | 2 - 4 | France                                                | Prater, Vienne                             |                                            |
|                           | Nemec 26e · Probst 64e |       | Marcel 46e · Rahis 59e · Heutte 77e · Kopa 83e (pen.) | Spectateurs : 38 000 Arbitrage : Leo Helge | Spectateurs : 38 000 Arbitrage : Leo Helge |
|                           | (Rapport)              |       |                                                       | Spectateurs : 38 000 Arbitrage : Leo Helge | Spectateurs : 38 000 Arbitrage : Leo Helge |

## Phase finale

### Demi-finale
| 6 juillet, 1960 | France                                        | 4 – 5 | Yougoslavie                                            | Parc des Princes, Paris                          |                                                  |
| 20:00           | Vincent 12e · Heutte 43e, 62e · Wisnieski 53e |       | Galić 11e · Zanetic 55e · Knez 75e · Jerković 78e, 79e | Spectateurs : 26 370 Arbitrage : Gaston Grandain | Spectateurs : 26 370 Arbitrage : Gaston Grandain |
| 20:00           | (Rapport)                                     |       |                                                        | Spectateurs : 26 370 Arbitrage : Gaston Grandain | Spectateurs : 26 370 Arbitrage : Gaston Grandain |

### Match pour la troisième place
| 9 juillet, 1960 | France    | 0 - 2 | Tchécoslovaquie           | Stade Vélodrome, Marseille                   |                                              |
| 18:00           |           |       | Bubník 59e · Pavlovič 88e | Spectateurs : 9 438 Arbitrage : Cesare Jonni | Spectateurs : 9 438 Arbitrage : Cesare Jonni |
| 18:00           | (Rapport) |       |                           | Spectateurs : 9 438 Arbitrage : Cesare Jonni | Spectateurs : 9 438 Arbitrage : Cesare Jonni |